# Anomalia di Bouguer

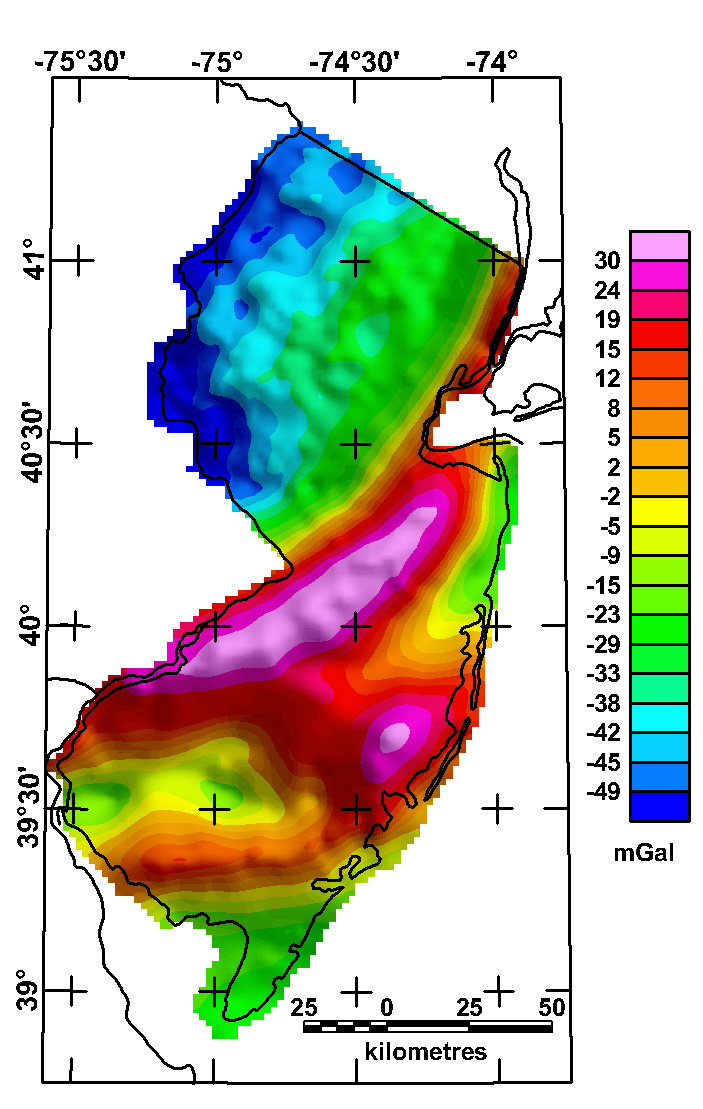
Mappa dell'anomalia di Bouguer dello stato del New Jersey

In geodesia e geofisica, l'anomalia di Bouguer (dal nome di Pierre Bouguer) è una anomalia gravitazionale che, una volta calcolata, fornisce la discrepanza fra l'accelerazione di gravità misurata in un punto della superficie terrestre {\displaystyle g_{R}} e quella teorica {\displaystyle g_{0}} che si sarebbe osservata sul geoide, nel punto corrispondente lungo la verticale, trascurando l'influenza delle masse perturbanti al di sopra del geoide stesso (anomalia in aria libera).
Le misure vengono effettuate con un gravimetro. Poiché {\displaystyle g_{0}} viene calcolata ipotizzando una densità omogenea della crosta terrestre distribuita secondo sfere concentriche, allora se si rileva {\displaystyle g_{R}} > {\displaystyle g_{0}} si ha una anomalia gravimetrica positiva, il che significa che la densità media delle rocce nel sottosuolo in quel punto è maggiore di quanto previsto teoricamente, al contrario se si registra {\displaystyle g_{R}} < {\displaystyle g_{0}}, se ne deduce che nel sottosuolo le rocce sono più leggere di quanto previsto teoricamente, e si ha una anomalia gravimetrica negativa.
I valori misurati vengono poi riportati su apposite mappe sulle quali si tracciano le linee che uniscono i punti su cui sono stati rilevati uguali valori di anomalia (dette isoanomale di Bouguer).